# Natalia Sobczak
Natalia Sobczak (ur. 21 kwietnia 1956) – profesor, dr hab. inż, zajmuje się naukowymi, metodologicznymi i praktycznymi aspektami zjawisk wysokotemperaturowych w obszarze inżynierii ciekłego metalu, w tym opracowaniem nowej generacji materiałów dla energetyki, magazynowania energii, łączenia materiałów oraz tworzyw ultralekkich dla potrzeb medycyny i przestrzeni kosmicznej.  
Reprezentowana dyscyplina naukowa: inżynieria materiałowa
Aktualnie kieruje Pracownią Teorii Procesów Metalurgicznych  w Instytucie Metalurgii i Inżynierii Materiałowej im. Aleksandra Krupkowskiego Polskiej Akademii Nauk. Wykładowczyni Krakowskiej Interdyscyplinarnej Szkoły Doktorskiej. 
22 listopada 2022 została ogłoszona kandydatką na Wiceprezesa Polskiej Akademii Nauk po zgłoszeniu przez Prezesa-elekta Marka Konarzewskiego. 
8 grudnia, podczas 148. sesji Zgromadzenia Ogólnego Polskiej Akademii Nauk została wybrana na stanowisko Wiceprezesa Polskiej Akademii Nauk w kadencji 2023–2026, wspólnie z prof. Dariuszem Jemielniakiem, dr hab. Mirosławą Ostrowską i prof. Aleksandrem Welfe.

## Edukacja
Ukończyła studia na Petersburskim Uniwersytecie Politechnicznym im. Piotra Wielkiego w 1978 (z wyróżnieniem). Doktorat w zakresie inżynierii materiałowej obroniła na tej samej uczelni w 1984. Stopień naukowy doktora habilitowanego nauk technicznych nadał jej w 2005 Instytut Metalurgii i Inżynierii Materiałowej im. Aleksandra Krupkowskiego Polskiej Akademii Nauk. W 2012 roku prezydent RP Bronisław Komorowski nadał jej tytuł profesora nauk technicznych.

## Działalność zawodowa
- od 2019 Instytut Metalurgii i Inżynierii Materiałowej im. Aleksandra Krupkowskiego Polskiej Akademii Nauk: kierownik Pracowni Teorii Procesów Metalurgicznych, profesor
- 2016–2020 Instytut Mechaniki Precyzyjnej w Warszawie: profesor zw. (2016–2017), profesor (od 2018)
- 2007–2020  Instytut Odlewnictwa w Krakowie: Centrum Badań Wysokotemperaturowych Ciekłych Metali i Stopów, Kierownik Centrum oraz docent (2007–2010), profesor  nadzw. (2010–2012), profesor  zw. (2012–2018), profesor (od 2018 r.)
- 2007–2010 Instytut Transportu Samochodowego w Warszawie: doradca Dyrektora (2007-2010); docent, profesor nazw., profesor zw. (2010-2016)
- 2002–2007 Instytut Odlewnictwa w Krakowie: Zakład Fizykochemii Metali i Stopów, Kierownik Zakładu, adiunkt (2002-2005), docent (2006-2007)
- 2000–2001 Osaka University, Joining and Welding Research Institute, Japonia:, visiting profesor
- 1996–2001 Instytut Odlewnictwa w Krakowie: Kierownik Laboratorium Fizykochemii Metali i Stopów:  adiunkt
- 1994–1995 University of Wisconsin-Milwaukee, Center for Composite Materials, Milwaukee, USA, Postdoc
- 1992–1994 Instytut Odlewnictwa w Krakowie, Zakład Metali Nieżelaznych, kierownik Pracowni Materiałów Kompozytowych: adiunkt
- 1991–1992 Instytut Odlewnictwa w Krakowie, Zakład Metali Nieżelaznych, kierownik Zespołu Materiałów Kompozytowych: adiunkt
- 1985–1990 Instytut Odlewnictwa w Krakowie, Zakład Metali Nieżelaznych: adiunkt

Stanowiska, funkcje, członkostwa:
- Członek korespondent Polskiej Akademii Nauk (od 2022)
- Przedstawiciel Polski w Executive Committee – Federation of European Materials Societies (2020-2023)
- Przewodnicząca Grupy Roboczej Cast Metal Matrix Composites w World Foundry Organization (od 2001)
- Członek Międzynarodowego Komitetu High Temperature Capillarity (od 1994)
- Członek Międzynarodowego Komitetu Subsecond Thermophysics (od 2013)
- Członek Zespołu Ewaluacji KEJN – MNiSW (2013-2014)
- Przewodnicząca Komisji Dyscyplinarnej przy MNiSW (2015-2019)
- Zastępca przewodniczącego grupy roboczej ds. krajowych inteligentnych specjalizacji KIS8 „Wielofunkcyjne materiały i kompozyty o zaawansowanych właściwościach, w tym nanoprocesy i nanoprodukty” przy Ministerstwie Rozwoju i Technologii (od 2015)[7].

Członkostwo w komitetach redakcyjnych czasopism naukowych:
- International Journal of Metalcasting (Springer)
- Journal of Materials Engineering and Performance (Springer), w tym jako Associate Editor (2020-2021) oraz Guest Editor (2011, 2015, 2021, 2022)
- China Foundry (Springer)
- Achieves of Metallurgy and Materials (Board of Review).

Doświadczenia pracy w zagranicznych ośrodkach naukowych:
- University of Wisconsin-Milwaukee, USA (postdoc, 1994-1995)
- Lawrence Berkeley National Laboratory, USA (granty LBNL na badania własne, 1997-1998)
- Hokkaido University, Japonia (grant The Japan Society for Promotion Science, 2000)
- Osaka University (kontrakt naukowy, visiting professor, 2000-2001)
- University of Wisconsin-Stout (COBASE Program, NSF&NAS, USA, 2004)
- CNR-IENI, Włochy (kontrakt naukowy, 2007–2009)
- Szkolenia w ramach Programu SIMS (Science Infrastructure Management Support, 2013-2014) w Dresden University of Technology oraz w instytutach Franhofera (Niemcy) i w firmie IBM (USA)
- Prowadzi szeroką współpracę naukową z ośrodkami zagranicznymi, w tym z NASA Glenn Research Center, University of Wisconsin, University of Central Florida, Energy Industries of Ohio, Institute of Condensed Matter Chemistry and Technologies for Energy, CNR (Włochy), IFW Dresden - Institute for Complex Materials, Bułgarską Akademią Nauk, oraz Ukraińską Akademia Nauk.

Kierownik i wykonawca kilkudziesięciu projektów badawczych, w tym jako kierownik projektów finansowanych przez Europejską Agencję Kosmiczną (ESA), UNIDO-UNDP (ONZ), NSF&NAS (USA), Polsko-Amerykański Fundusz im. M. Skłodowskiej-Curie, oraz projektów grupowych dwóch Akcji COST (KE) i grup roboczych w trzech projektach finansowanych przez Komisję Europejską (FP7, H2020).
Przykłady zrealizowanych projektów:
- Nr 2021/41/B/ST5/02787, Biodegradowalne hierarchiczne porowate stopy magnezu wytwarzane na drodze reakcji gazowoeutektycznej w połączeniu z techniką infiltracji, NCN, konkurs OPUS-21, 2022-2024 (kierownik)
- Nr 2018/31/B/ST8/01172, Teoretyczne i metodologiczne aspekty oddziaływania wzajemnego w układzie metal-gaz w syntezie i umacnianiu wysokoporowatych struktur metalowych wytwarzanych metodami ciekło-fazowymi,  NCN, konkurs OPUS-16; 2019-2023 (wykonawca)
- New generation light-weight materials for advanced space applications, Contract No. 4000109468/13/NL/Cbi, European Space Agency: 2014-2017 (PI)
- AMADEUS: Next GenerAtion MateriAls and Solid State DevicEs for Ultra High Temperature Energy Storage and Conversion, Grant agreement 737054 (7 partnerów), HORIZON2020: 2017-2019 (Członek Steering Committee, Lider Grupy Roboczej WP2, kierownik zadań IOd)
- INSURFCAST: Innovative Surfaces for Superalloys Casting Processes, Grant agreement 4165, projekt  europejski w ramach programu M.ERA.NET Joint Call 2016, 2017-2020
- UMO-2015/17/B/ST8/03391, Wysokotemperaturowe badania wpływu dodatków stopowych na termofizyczne właściwości żeliwa wermikularnego w stanie ciekłym oraz na jego zwilżalność i reaktywność w kontakcie z tlenkami metali, 2016-2019 (koordynator konsorcjum polskiego, kierownik zadań IOd)
- No. DAAD010/2017/2018, Badania wysokotemperaturowego oddziaływania pomiędzy ciekłymi stopami Ni-Cr a ceramiką TiB2, N. Sobczak (Polska), I. Kaban (Niemcy), projekt badawczy realizowany wspólnie z  Leibniz-Institut für Festkörper- und Werkstoffforschung Dresden, Institute of Complex Materials (IFW-Dresden) w ramach programu wykonawczego Ministerstwa Nauki i Szkolnictwa Wyższego oraz Niemieckiej Centrali Akademickiej DAAD (Deutscher Akademischer Austauschdienst), 2017-2018
- 2012/06/M/ST8/00448, Wysokotemperaturowe badania zjawiska niemieszalności w stanie ciekłym w stopach układu Gd-Ti-X (X-Co, Zr) i ich reaktywności w kontakcie z ceramikami tlenkowymi, NCN, 2012-2016 (kierownik)
- POIG.02.02.00-00-012/08-03, Doposażenie infrastruktury badawczej Małopolskiego Centrum Innowacyjnych Technologii i Materiałów, Projekt realizowany w ramach Programu Operacyjnego Innowacyjna Gospodarka na lata 2007-2013, Priorytet 2. Infrastruktura sfery B+R, Działanie 2.2. Wsparcie tworzenia wspólnej infrastruktury badawczej jednostek naukowych (koordynator konsorcjum MCITIM, kierownik projektu)
- UDA-POIG.01.03.01-00-103/09-00, Poprawa niezawodności bezołowiowych połączeń lutowanych w pakietach elektronicznych, Projekt realizowany w ramach Programu Operacyjnego Innowacyjna Gospodarka, na lata 2007-2013, Priorytet I.   Badania i Rozwój Nowoczesnych Technologii Działanie 1.3. Wsparcie projektów B+R na rzecz przedsiębiorców realizowanych przez jednostki naukowe Poddziałanie 1.3.1. Projekty rozwojowe  (koordynator konsorcjum Pb-free, kierownik projektu)
- N N507 450634, Wpływ dodatków stopowych na wysokotemperaturowe właściwości stopów niklu w stanie ciekłym i ciekło-stałym oraz ich oddziaływanie wzajemne z wybranymi tlenkami metali, MNiSW, 2009-2012 (kierownik)
- Nr 0056/R/T00/2009/07, Pasywna ochrona obiektów mobilnych (powietrznych i lądowych) przed oddziaływaniem pocisków AP, 2009-2012 (kierownik zadania IOd)
- TANGO1/266388/NCBR/2015, Zmniejszenie zużycia srebra w lutowiu bezołowiowym, NCBR, 2015-2017 (kierownik)
- GRAF-TECH/NCBR/10/29/2013, GRAMCOM: Nowoczesne, zawierające grafen kompozyty na bazie miedzi i srebra przeznaczone dla przemysłu energetycznego i elektronicznego, finansowany przez NCBR, 2013-2015  (Kierownik zadania IOd)
- Projekt polsko-niemiecki Nr 769/N-DFG/2010/0,  Poprawa fizyko-chemicznej zgodności składników kompozytu 3D-CF/AlMMC oraz jego wytwarzanie w warunkach półprzemysłowych, MNiSW, 2011-2012 (Kierownik  zadania IOd)
- Projekt 380/N-COST/2009/0, Badanie wpływu różnych czynników na właściwości ciekłych i półciekłych lutowi bezołowiowych do zastosowań wysokotemperaturowych, projekt grupowy GP5 Akcji COST MP0602 „Lead-free solder materials for high temperature applications” Komisji Europejskiej, finansowany przez Ministerstwo Nauki, 2009-2012 (koordynator projektu grupowego)
- Projekt polsko-niemiecki Nr 106/N-DFG/2008/0, Kompozyty o osnowie aluminiowej ze wzmocnieniem  tekstylnym typu 3-D dla elementów podlegającym  złożonym obciążeniom w przemyśle samochodowym i budowie maszyn, MNiSW, 2008-2010 (kierownik zadania IOd)
- Project No. CMS 0548815, High Temperature Wettability Studies of Nano-ceria and Nano-Gold with Select Substrates, S. Seal (USA), N. Sobczak (Polska), projekt realizowany we współpracy z University of Central Florida w ramach programu National Science Foundation "International Research and Education in Engineering” (IREE), 2007-2008 (kierownik zadania w Polsce)
- PBZ-KBN-114/T08/2004, Nowoczesne tworzywa i procesy technologiczne w odlewnictwie: Zadanie II.4.3 Opracowanie technologii wytwarzania kompozytów in situ z zastosowaniem reakcji chemicznych w kąpieli metalowej lub pomiędzy różnorodnymi składnikami, 2004-2008 (kierownik zadania IOd)
- Projekt Nr 7T08B00320, Fizykochemiczne podstawy wytwarzania kompozytów odlewanych in situ typu Al-Al2O3, 2001-2004 (kierownik)
- Project No. INT-0002341, #9911017, Wetting, adhesion, and interfacial phenomena in alumina/NiAl couples, R. Asthana (USA), N. Sobczak (Polska); Program COBASE, National Academy of Sciences & National Science Foundation, USA, 2001-2002
- Project No. GP7, Prediction of the new generation lead-free solders, Akcja COST 531 "Lead-free Solder Materials" Komisji Europejskiej; 2001-2006 (koordynator projektu grupowego)
- Project No. S-00085, High resolution transmission electron microscopy studies of aluminum-nitride interfaces, N. Sobczak (Polska), H. Takahashi (Japonia); Japan Society for the Promotion of Science, 2000
- Projekt Nr 7T08B04112, Stabilność i reaktywność azotków w kontakcie z ciekłymi metalami, 1997-2000 (kierownik)
- Project No. 351-1997, Spectroscopy studies of Interfaces in Al-Ti/C system, S. Seal (USA), N. Sobczak (Polska), J. Morgiel (Polska); Advanced Light Source, Lawrence Berkeley National Laboratory, Berkeley, USA, 1997
- Project No. 361-1997, Heterogeneous interface formation in Al-Ti-C composites, S. Seal (USA), N. Sobczak (Polska); Advanced Light Source, Lawrence Berkeley National Laboratory, Berkeley, USA, 1997
- Project No. 381-1997, Interfacial reactions between AlTi alloy and graphite substrate: a HRTEM and EELS study, S. Seal (USA), N. Sobczak (Polska), J. Morgiel (Polska); Advanced Light Source, Lawrence Berkeley National Laboratory, Berkeley, USA, 1997
- Project No. MP/NIST 92-90, Complex investigation of the interfacial phenomena of the liquid metals in the contact with solid bodies, N. Sobczak (Polska), P.K. Rohatgi (USA), Polsko-Amerykański Fundusz im. M. Skłodowskie–Curie, 1992-1996 (PI)
- Projekt Nr 773729203, Fizykochemiczne oddziaływanie wzajemne na granicy kontaktu ciało stałe-ciekły metal jako czynnik kształtujący strukturę i właściwości materiałów heterogenicznych o osnowie stopów aluminium, 1992-1995 (kierownik)
- Projekt Nr 7703910C, Optymalizacja parametrów technologicznych nasycania tworzyw weglowo-grafitowych ciekłymi metalami w autoklawie firmy Leybold, Instytut Odlewnictwa i POLGRAPH S.A., 1991-1994 (kierownik)
- Project. No. SI/POL/92/801, High-level advisory assistance for quality improvement of fibre reinforced Al-matrix composites, Organizacja Narodów Zjednoczonych, UNIDO/UNDP, 1992-1993 (PI)

## Działalność publikacyjna
Opublikowała ponad 400 prac, w tym ponad 200 artykułów w recenzowanych czasopismach naukowych, 9 monografii oraz 38 rozdziałów w monografiach. 
Posiada także 19 patentów.
Patenty
1. PL 435752 A1;  Sposób przeprowadzania badania właściwości materiałów w stanie ciekłym i/lub ciekło-stałym i/lub stałym oraz stanowisko do badań materiałów w stanie ciekłym i/lub ciekło-stałym i/lub stałym (J.J. Sobczak, N. Sobczak, P. Budzioch, J. Budzioch), Biuletyn Urzędu Patentowego; ISSN 0137-8015; 2022,  nr 17, s. 18-19.
2. P.421216, Stanowisko do badań właściwości ciekłego magnezu i jego stopów w kontakcie z podłożami ogniotrwałymi (J. Budzioch, G. Bruzda, A. Kudyba, R. Nowak, N. Sobczak), data zgłoszenia: 06.04.2017; data udzielenia: 23.09.2019
3. EP.17460064.3, Module for soldering printed circuit boards (Moduł do lutowania płytek obwodów drukowanych), (A. Kudyba, N. Sobczak, M. Markiewicz), Europejski Urząd Patentowy; data zgłoszenia: 19.10.2017; data udzielenia: 07.08.2018
4. P.411415 / 225987, Urządzenie do pomiaru sił ścinających (W. Leśniewski, N. Sobczak, P. Wieliczko), data zgłoszenia: 27.02.2015; data udzielenia: 30.06.2017
5. P.408159 / 225228, Wysokotemperaturowe stanowisko do badań oddziaływania ciekłych metali i stopów z podłożami ogniotrwałymi w warunkach izotermiznych i nieizotermicznych, (N. Sobczak, R. Nowak, J. Budzioch, A. Glenz), data zgłoszenia: 09.05.2014, data udzielenia: 31.03.2017
6. Patent międzynarodowy No 14732942.9-1373/2925469, The pressure reactor for producing materials having directed porosity (J.J. Sobczak, N. Sobczak, P. Dlugosz, P. Darlak, L. Boyko, V. Shapovalov) European Patent Office, 30.05.2016
7. PL-215374B1, Przyrząd do badania wytrzymałości na ścinanie próbki połączenia różnorodnych materiałów  (Z.L. Kowalewski, J. Kowalewski, A. Klasik, N. Sobczak) 29.11.2013
8. PL202108B1, Przyrząd do wyznaczania wytrzymałości na ścinanie połączenia różnorodnych materiałów  (B. Mikułowski, N. Sobczak, M. Książek, W. Radziwiłł) 28.10.2008
9. P-343332, Sposób wytwarzania metalowych materiałów kompozytowych umacnianych fazą zbrojącą  (J. Sobczak, N. Sobczak) 30.11.2000
10. P-330694 Forma metalowa z poziomą powierzchnią podziału do prasowania w stanie ciekłym stopów metali i metalowych materiałów kompozytowych (J. Sobczak, A. Janczur, W. Romek, N. Sobczak, K. Siwecki) 04.01.1999
11. Wzór użytkowy: Urządzenie do wprowadzania komponentu zbrojącego do ciekłego metalu, mieszania i ujednorodnienia wytworzonego metalowego materiału kompozytowego w atmosferze gazów obojętnych, ochronnych lub aktywnych (J. Sobczak, F. Jahn, N. Sobczak) 15.05.1999
12. Wzór użytkowy: Forma metalowa do prasowania w stanie ciekłym tłoków, zwłaszcza kompozytowych  (J. Sobczak, Zb. Górny, A. Janczur, F. Jahn, N. Sobczak) 30.10.1999
13. PL-166953, Urządzenie do badania właściwości powierzchniowych ciekłych stopów (N. Sobczak, J. Schmidt,  A. Kazakov) WUP 07/95; 31.07.1995
14. PL-53407, Piec próżniowy dwukomorowy wielofunkcyjny (J. Schmidt, N. Sobczak, M. Pietraszkiewicz, Z. Wójcicki, K. Siwecki) WUP 10/95, 31.10.1995
15. PL-50513, Aparat do badań właściwości powierzchniowych materiałów w stanie ciekłym (J. Galon, N. Sobczak, R. Ryglicki) 11.01.1993
16. PL-165262, Urządzenie do wytwarzania zawiesin metalowych (N. Sobczak, G. Briginiewicz, A. Klekowkin, G. Anisowicz) 10.01.1991
17. PL-288046, Sposób wykonania żaroodpornego pokrycia ochronnego  (N. Sobczak, A. Klekowkin, G. Briginiewicz, P. Zimonin) 28.11.1990
18. Patent ZSRR Nr 1144289, Lutowie do lutowania metali nieżelaznych (V.G. Choroshajlov, N.L. Sobczak, S.N. Pavlova, N.A. Grekov) 08.11.1984
19. Patent ZSRR Nr 866898, Lutowie do lutowania miedzi i jej stopów (N.L. Sobczak, N.A Grekov, L.P. Zajcewa, S.N. Pavlova, E.P. Silina, E.A. Staniukovich) 21.05.1981

## Nagrody
Otrzymała 37 nagród i wyróżnień w kraju i zagranicą, w tym:
- Nagroda Naukowa Przewodniczącego IV Wydziału Nauk Technicznych PAN za cykl prac pt. „Wpływ zjawiska zwilżania na kształtowanie struktury i właściwości materiałów metalowo-ceramicznych”
- I Nagroda Ministerstwa Przemysłu „Polski Produkt Przyszłości” za opracowanie  „Uniwersalny zestaw aparaturowy do kompleksowych badań właściwości ciekłych metali i stopów w wysokiej temperaturze”
- Nagroda American Vacuum Society, ASM International w kategorii “The Unique, Unusual and New Techniques in Microscopy”
- Golden Cup Award firmy FOSECO za najlepszą publikację naukową w zakresie teoretycznych podstaw technologii odlewniczych
- pięć wyróżnień czasopism naukowych za najlepsze publikacje roku (Journal of American Ceramic Society, Journal of Materials Engineering and Performance, China Foundry)
- Złoty medal za „Mobilne stanowisko do badań właściwości ciekłych metali, stopów, szkieł, żużli i innych substancji w szerokim zakresie temperatury topnienia” na Międzynarodowych Targach Poznańskich ITM Industry Europe 2020

Oznaczenia państwowe:
- Krzyż Kawalerski Orderu Odrodzenia Polski (2023)[9]
- Złoty Krzyż Zasługi (2015)[10]
- Srebrny Krzyż Zasługi (2011)[11]
- Srebrny Medal za Długoletnią Służbę

## Życie prywatne
Mężatka, 2 córki. 